# PGC 1
PGC 1 هيَ مجرة مجهولة النَوع تَقع على بعد 1 بليون سنة ضوئية ضمن كوكبة الحوت.

## الخصائص الفيزيائية
تمتلك هذه المجرة مجرة رَفيقة تُسمى SDSS J235958.29+004208.6، وعلى الرغم من ذلك إلا أنَّ هُناك اختلاف في السَرعات الانسحابية للمجرتين بفرق حوالي 55 مليون سنة ضوئية في المسافة، لذلك فإنَّه من الممكن أن لا تكون هاتين المجرتين زوجين فيزيائيين ولكنهما على نفس المسافة.

### التدفق الراديوي
تمتلك مجرة PGC 1 تدفق راديوي يخرج من مركزها.

## وصلات خارجية
- PGC 1 على موقع ويكي سكاي: DSS2, SDSS, GALEX, IRAS, Hydrogen α, X-Ray, Astrophoto, Sky Map, Articles and images